# Wenus z Brassempouy
Wenus z Brassempouy – Wenus paleolityczna, miniaturowe (3,5 cm wysokości) popiersie kobiety wykonane z kości słoniowej z ciosu mamuta włochatego, datowane pomiędzy 31 000 a 24 000 lat p.n.e. (górny paleolit). Została znaleziona w jaskini Grotte du Pape niedaleko miejscowości Brassempouy we Francji. Przechowywana w zbiorach muzeum Musée d'archéologie nationale w Saint-Germain-en-Laye.